# Concas
Maria da Conceição Nunes, mais conhecida por Concas (Coimbra, 9 de Outubro de 1946 - Caldas da Rainha, 17 de Janeiro de 1991) foi uma professora e pintora portuguesa.

## Biografia
Nascida em Coimbra, a 9 de outubro de 1946, Maria da Conceição Dinis da Fonseca Nunes, mais conhecida por Concas, partiu aos sete anos de idade com a sua família para Moçâmedes, Angola, onde o pai fora colocado para lecionar numa escola. Dois anos mais tarde, em 1958, Concas regressou a Portugal e iniciou o Curso de Formação Feminina na Escola Industrial Luísa Gusmão, em Lisboa, contudo, no ano seguinte voltou com a sua família para África, desta vez para Lourenço Marques, Moçambique, onde começou a revelar o seu interesse pela pintura e fez os seus primeiros desenhos. Apoiada pelos seus pais, começou a ter aulas com o pintor António Heleno e o escultor Jorge da Silva Pinto.
Em 1963, após terminar a Secção Preparatória às Belas Artes, regressou a Portugal e ingressou na Escola Superior de Belas Artes de Lisboa, no Curso Geral de Pintura, que concluiu quatro anos depois com dezassete valores. No ano seguinte, em 1968, matriculou-se no Curso Complementar de Pintura da mesma faculdade, terminando-o em 1969 com dezasseis valores. Durante esse mesmo período, Concas começou a frequentar o curso de Ciências Pedagógicas da Faculdade de Letras da Universidade de Coimbra, realizou várias viagens de estudo a Roma, Florença e Londres, e casou-se com o escultor Antonino Mendes, de quem veio a ter dois filhos.
Em 1970, a pintora iniciou a sua carreira de docente, apesar de à época ainda não ter terminado o curso de Ciências Pedagógicas. Cinco anos depois, mudou-se para as Caldas da Rainha e iniciou várias acções de formação para professores de Educação Visual. Posteriormente, tornou-se professora efectiva dessa mesma disciplina na Escola Preparatória das Caldas da Rainha, onde permaneceu até ao ano lectivo de 1989/1990.
Ao longo da sua vida, Concas foi bolseira do Ministério da Educação por duas vezes. Primeiro em 1977, em Bordéus, França, onde realizou alguns estágios e seminários de Comunicação, Semiologia da Imagem e Pedagogia Audiovisual, e depois em 1981, novamente em França, mas dessa vez em Périgueux, na área da Comunicação Audiovisual e Formação de Formadores, sendo essa bolsa atribuída em consequência de uma experiência profissional da artista quando, em 1979, integrou a I.C.A.V. (Iniciação à Comunicação Audiovisual), desenvolvida pelo Ministério da Educação e da Cultura, na qualidade de encarregada de formação e animadora/coordenadora. Nesse âmbito, Concas organizou e dinamizou acções de formação para professores de inúmeras escolas preparatórias e secundárias do país, participou em cursos e seminários na área da Comunicação Educativa, publicou trabalhos de índole pedagógica em revistas editadas pelo Ministério e colaborou assiduamente na publicação do “Boletim de Ligação e Difusão do I.C.A.V.”.
Em 1984, Concas e outros artistas fundaram o chamado "Grupo dos Seis", sendo o grupo integrado por João Fragoso, António Vidigal, Antonino Mendes, João Honório, Helena Mendoça e a própria. Com o grupo, a pintora organizou e participou em diversas exposições colectivas.
No ano seguinte a artista procurou desenvolver novos conhecimentos e competências e, neste sentido, ingressou no Curso de Formação em Tecnologia Educacional, na Escola Superior de Educação de Leiria. A partir dessa aposta na sua formação, surgiram novos e diversos desafios profissionais como a dinamização dos programas “Plural” (1987) e “Magazine” (1988) da Rádio Litoral Oeste, o apoio ao “Atelier Aberto de Desenho e Aguarela” promovido pelo Museu José Malhoa das Caldas da Rainha (1988), a consultoria dos novos programas de Educação Visual e Tecnológica, no âmbito da Reforma do Sistema Educativo (entre 1988 e 1990), a colaboração na Semana d’Artimágica, dinamizando o atelier de pintura no Externato Atlântico de Peniche (1989) e a sua integração na Escola Superior de Arte e Design das Caldas da Rainha como professora equiparada adjunta da unidade curricular do curso de Pintura (1990).
Ao longo da sua carreira Concas participou frequentemente em exposições colectivas e individuais, das quais se destacaram as seguintes: V e VI Salões de Arte Moderna da Costa do Sol no Estoril, 1968 e 1969, respectivamente; Exposição Comemorativa do Cinquentenário da Morte do Pintor Amadeo de Sousa Cardoso em Amarante, 1968; exposição individual de “Desenho e Pintura”, integrada na I Feira do Mar em Peniche, 1981; exposição individual na Casa da Cultura das Caldas da Rainha, integrada na 5ª Feira Nacional da Fruta, 1981; III e IV Exposição dos Artistas Caldenses, Museu José Malhoa, 1981 e 1989, respectivamente; exposição colectiva com artistas estrangeiros no Atelier Moldetegui, em França, 1985; exposição colectiva na Santa Casa da Misericórdia das Caldas da Rainha, 1985; Exposição de Artes Plásticas de Professores, na Galeria de Arte do Casino Estoril, 1987; II Bienal Internacional de Escultura/Desenho das Caldas da Rainha, 1987; exposição individual no Hotel D. Pedro V, em Castelo de Vide, 1988; exposição individual em Peniche, 1989; e exposição colectiva na Galeria 101, Lisboa, 1989, entre muitas outras.
Até ao ano da sua morte, Concas esteve ligada a várias escolas caldenses, do ensino preparatório ao ensino secundário e superior, ao Museu de José Malhoa, ao Centro de Artes, ao "Grupo de Artistas Caldenses" e ao "Grupo dos Seis", entre outras associações e cooperativas artísticas. Estava na Escola Superior de Artes e Design de Caldas da Rainha em 1991 quando faleceu, vítima de doença súbita, com apenas 44 anos de idade.

## Homenagens e Legado
Em 1969 foi galardoada com o Prémio Guérin de Artes Plásticas, em Lisboa.

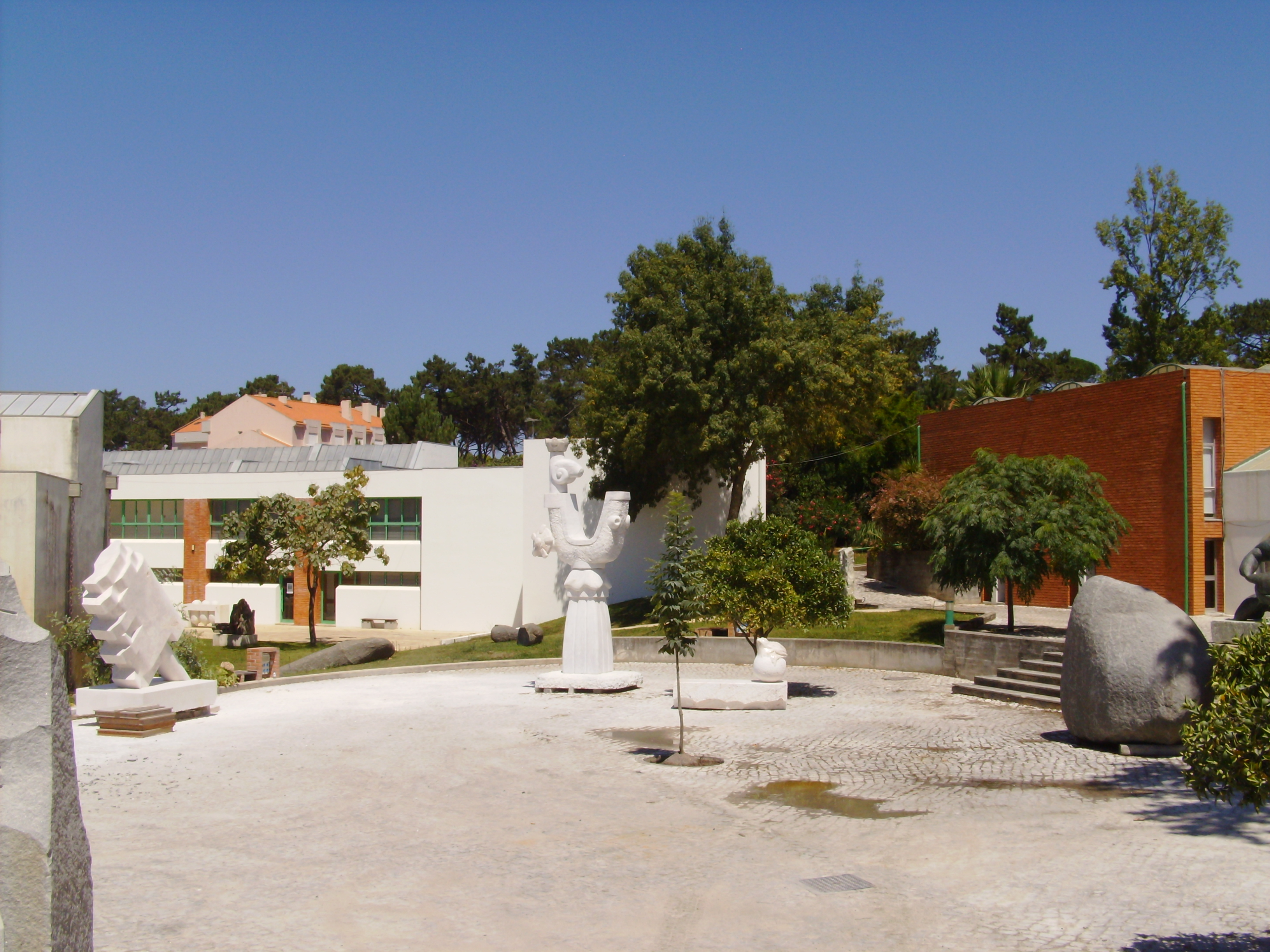
Centro de Artes, Caldas da Rainha

A 15 de maio de 2009, por ocasião do Dia da Cidade, foi inaugurado, no Centro de Artes das Caldas da Rainha, o "Espaço da Concas", um núcleo museológico dedicado à pintora e o único sobre pintura daquele Centro, ficando instalado nos ateliers municipais onde funcionou a Escola Superior de Artes e Design. Segundo Fernando Costa, Presidente da Câmara das Caldas da Rainha, a autarquia fez um investimento de 250 mil euros, com a finalidade de implementar o museu naquele espaço, designando a artista e professora de artes como "uma referência local e nacional", cuja homenagem era importante para a autarquia. As obras da artista Concas foram doadas pela família ao município, com a finalidade deste as albergar num núcleo permanente, o que veio a acontecer, simbolicamente, no último local onde a pintora leccionou. O espaço compreende entre 400 e 500 trabalhos, entre pinturas a óleo, desenhos, aguarelas e trabalhos em técnica mista.

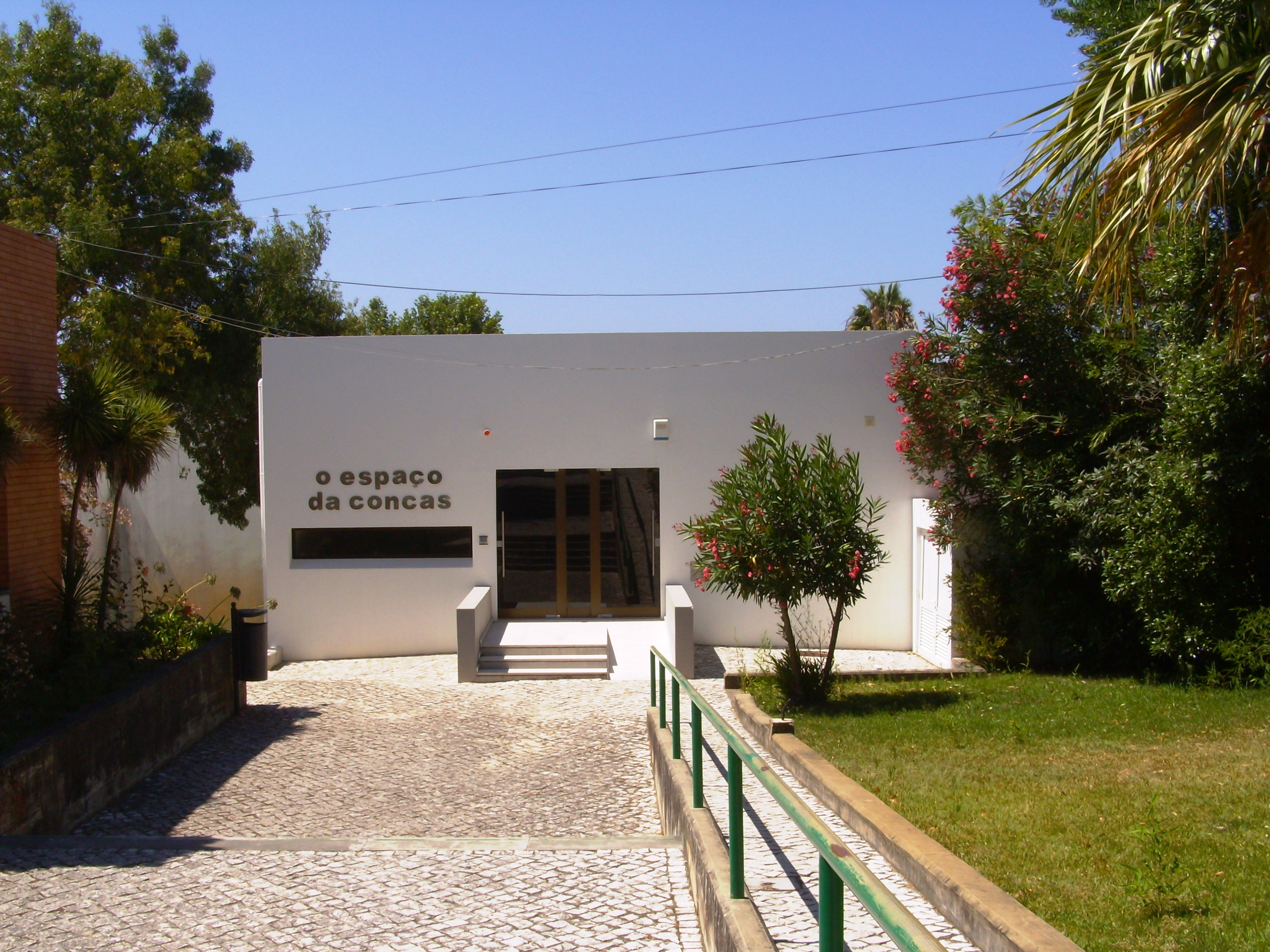
"O Espaço da Concas", Centro de Artes, Caldas da Rainha

A 14 de abril de 2012 foi lançado no "Espaço da Concas" o catálogo dedicado à obra de Concas. O lançamento decorreu durante uma cerimónia de homenagem à vida e trabalho da pintora, na qual o pintor Mário Tropa ofereceu um dos seus quadros ao espólio daquele espaço.
Em outubro de 2015, os presidentes da câmara de Caldas da Rainha e Figueiró dos Vinhos, reuniram-se com vista a elaborar uma futura Rota Malhoa que ligasse as duas localidades, destacando, além de José Malhoa, os artistas Antonino Mendes e Concas na ligação entre as duas autarquias. Na ocasião, Maria da Conceição Pereira, vereadora da cultura das Caldas da Rainha, referiu que a primeira vez que visitou os Paços do Concelho de Figueiró foi para inaugurar uma exposição de Concas, 25 anos atrás.
A sua obra encontra-se representada em diversas colecções privadas em Portugal, França, Dinamarca, Alemanha e Brasil, assim como no Museu José Malhoa nas Caldas da Rainha e no Museu Luís de Camões em Macau, para além dos salões das câmaras municipais de Óbidos e Beja, ou do Espaço da Concas no Centro de Artes das Caldas da Rainha.

## Outras referências usadas no texto
- Concas. Figueiró-dos-Vinhos – Locais e Referências. Caldas da Rainha: Centro de Artes / CMCR, 2013.
- O espaço da Concas. Caldas da Rainha: Centro de Artes / CMCR, 2011.
- Concas. “Retratos”. Caldas da Rainha: Centro de Artes / CMCR / Osiris, 2001.
- Concas. Pintura e desenho. 1946-1981. Caldas da Rainha: CMCR / Osiris, 1995.
- Concas : Maria da Conceição Dinis da Fonseca Nunes : exposição retrospectiva / Museu de José Malhoa Caldas da Rainha: Museu José Malhoa / CMCR / Instituto Português do Património Cultural, 1991.